# Colibri à tête cuivrée
Elvira cupreiceps
Espèce
Statut de conservation UICN

 LC  : Préoccupation mineure
Statut CITES
Le Colibri à tête cuivrée (Microchera cupreiceps, anciennement Elvira cupreiceps) est une espèce d'oiseaux de la famille des Trochilidae.

## Description
Cet oiseau mesure 7,5 cm de longueur. Il présente un dimorphisme sexuel. Le mâle a la calotte, le croupion et les rectrices médianes cuivrés tandis que les médianes sont blanches. La femelle a le dessous blanc et une bande sombre près de l'extrémité de la queue. Le bec est un peu arqué chez les deux sexes.

## Répartition
Cet oiseau est endémique du Costa Rica (cordillère de Talamanca).

## Habitat
Cette espèce se reproduit principalement dans les forêts tropicales humides d'altitude entre 900 et 2 000 m mais fréquente aussi des zones plus basses.

Carte de répartition de l'espèce